# آورو آنسن
آورو انسون (به انگلیسی: Avro Anson) یک هواپیمای ساختِ کارخانهٔ آورو در کشور بریتانیا است. نخستین استفاده‌کنندهٔ این هواپیما نیروی هوایی سلطنتی بریتانیا بوده است. این هواپیما در ۲۴ مارس ۱۹۳۵ نخستین پرواز خود را انجام داد.

## مشخصات (مارک ۱)
داده‌ها از The Hamlyn Concise Guide to British Aircraft of World War II, and Avro Aircraft since 1908
ویژگی‌های عمومی
- خدمه: ۳–۴ نفر
- طول: ۴۲ فوت ۳ اینچ (۱۲٫۸۸ متر)
- پهنای بال: ۵۶ فوت ۶ اینچ (۱۷٫۲۲ متر)
- ارتفاع: ۱۳ فوت ۱ اینچ (۳٫۹۹ متر)
- مساحت بال‌ها: ۴۶۳ فوت مربع (۴۳٫۰ متر مربع)
- وزن خالی: ۵٬۳۷۵ پوند (۲٬۴۳۸ کیلوگرم)
- بیشترین وزن برخاست: ۸٬۰۰۰ پوند (۳٬۶۲۹ کیلوگرم)
- پیشرانه: ۲ عدد موتور پیستونی شعاعی ۷ سیلندر هوا خنک آرمسترانگ سیدلی چیتا, ۳۳۵ اسب بخار (۲۵۰ کیلووات)  در هر موتور
- ملخ‌ها: دوملخه با گام ثابت

عملکرد
- حداکثر سرعت: ۱۸۸ مایل بر ساعت (۳۰۳ کیلومتر بر ساعت، ۱۶۳ گره) در ۷٬۰۰۰ فوت (۲٬۱۰۰ متر)
- سرعت کروز: ۱۵۸ مایل بر ساعت (۲۵۴ کیلومتر بر ساعت، ۱۳۷ گره)
- بُرد: ۶۶۰ مایل (۱٬۰۶۰ کیلومتر، ۵۷۰ مایل دریایی)
- حداکثر ارتفاع: ۱۹٬۰۰۰ فوت (۵٬۸۰۰ متر)
- نرخ صعود: ۹۶۰ فوت بر دقیقه (۴٫۹ متر بر ثانیه)

تسلیحات

- اسلحه‌ها: :

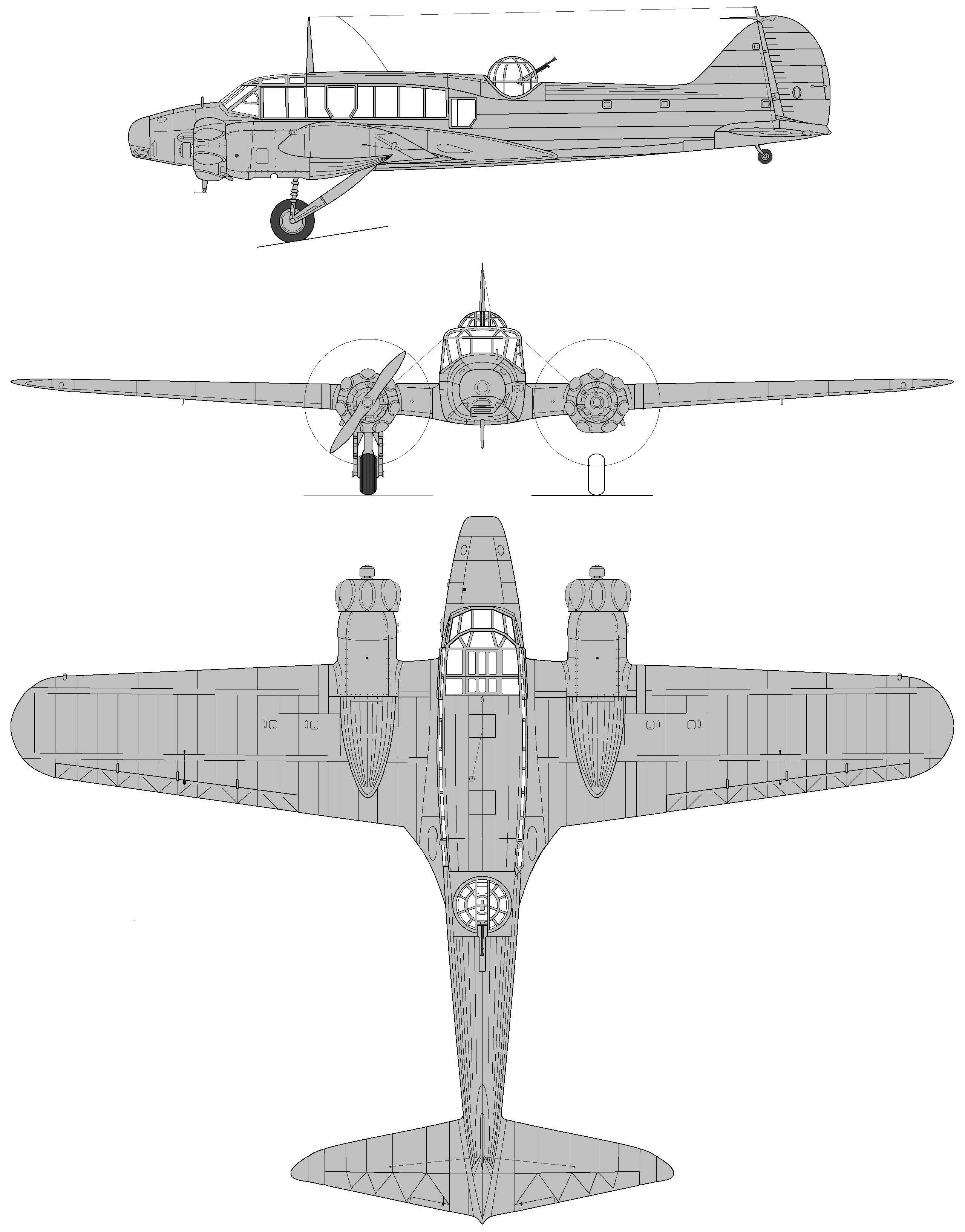
طرح سه نمای آورو آنسن

  - ۱ قبضه تیربار  ۷.۷ میلی متری  در جلوی بدنه

- ۱ قبضه  تیربار ۷.۷ میلی متری ویکرز کا در برجک پشتی

- بمب‌ها: ۳۶۰ پوند (۱۶۰ کیلوگرم) انواع بمب‌ها